# 曹里怀
曹里怀（1909年11月15日—1998年5月19日），原名曹李槐，字植三，号树邦，湖南省资兴市北乡区蓼江市下洞村曹家（今七里镇柏树村后湾组）人。中国人民解放军开国中将。第三届全国人大代表，中共第九、第十、第十一届中央委员。

## 生平
1909年11月15日，曹里怀出生在湖南省资兴市七里乡的贫农家庭。1919年8月，入本乡小学读书。1926年秋从乐成高小毕业后又插班到县立中学读书。参与闹学潮，参加了驱逐县长何元文、宣传反帝爱国等活动。在北伐胜利进军的鼓舞下，瞒着家里人借了路费赶到长沙报考黄埔军校。那时只有15岁左右，长的又瘦又小，还没有枪高，结果没有被录取。1927年1927年国民党清党，回家躲藏起来。
1928年初，朱德率领南昌起义的余部到达湘南，发动了湘南起义。曹里怀到区政府当宣传员，和中学同学龙志坚（后在红五军井冈山作战时牺牲。）在土豪家搞到两匹马，拿着区委书记赵赤生写的介绍信，1928年3月他俩又跑了120多里山路来到滁口，找到了红军队伍。团党代表何长工看了他们的介绍信，问了一下情况，就让他俩到团部报到。团参谋长见他们是学生，想留在团部当文书，他们不愿意，再三要求下连当兵，于是就把他们分到了团第二营二连当战士。随部队到井冈山。1928年4月连队到了茅坪，连长徐彦刚和党代表房灿介绍曹里怀和龙志坚加入了中国共产党。1928年6月，已是班长的曹里怀随红三十二团参加龙源口战斗，6月23日天蒙蒙亮，三十二团埋伏在武功坛山上。待敌人在我军猛烈攻击下支持不住，往山下溃退时，三十二团奉命直捣敌白口村指挥部。他们一鼓作气冲进了敌人指挥所，击伤了敌军指挥官杨如轩。敌人一片混乱，全线崩溃，刚跑到龙源口一带就被我军包围，经过缴战，交枪就俘。这次战斗共歼敌一个团，打垮两个团。龙源口大捷后，曹里怀被调到二营营部，做技术书记工作。1929年曹里怀调到红四军军部秘书处任秘书，在毛泽东身边工作。秘书处的主要任务是写标语，抄布告，宣传红军政策。一月间，为了粉碎敌人的“会剿”，毛泽东、朱德、陈毅率领红四军下山，转战赣南、闽西。军部秘书处按照毛泽东同志拟好的布告，一路走，一路抄，一路贴，宣传发动群众起来反压迫、闹革命。遭遇敌刘士毅部时，连续十来天急行军，把敌人拖得疲惫不堪，最后在宁都、瑞金交界的大柏地战斗伏击歼灭大部，缴枪800余支，俘敌800余人。战斗胜利后，曹里怀在军部的大房子里烧了一堆火，毛泽东、朱德和大家一起烤火取暖。红四军乘胜占领宁都、汀州等地。曹里怀离开了军部，调到罗荣桓的红四军第二纵队任连党代表。其间，参加了梅县、值夏、水口、信丰等战斗。攻击信丰城时，正是夜间．曹里怀带领战士冲锋陷阵爬城墙。不久，又调回红四军军部当参谋。1930年10月，曹里怀调到红三军军部，当军长黄公略的随行参谋。第二次反围剿时，代理红三军军特务营党代表，被一个俘虏兵反咬一口说曹是“AB团”。军党代表蔡会文亲自用毒刑审讯，用烧红的铁烙打，逼问是不是“AB团”。曹里怀没有在严刑烤问下屈打成招。后来朱德总司令闻讯写了一封信给蔡会文，说曹里怀这个小鬼是井冈山下来的，不会是“AB团”，你们把他放了。这才解除了“AB团”之嫌。第三次反围剿时，蔡会文患伤寒病不能随部队行动，红三军派曹里怀率一个排在兴国县山沟里打转转避敌保护蔡会文，圆满地完成了任务。1931年8月，曹里怀被调到红三军第七师任作战科科长。一年后任红七师参谋长。第四次反围剿时，师长彭雄负伤，红一军团军团长林彪、政委聂荣臻在阵地上写了个条子任命曹里怀代理师长。有一天大雾弥漫，红军在山上，敌人在山下行军，双方都看不见，曹里怀指挥部队一个冲锋下来，刺刀白刃战，把敌人打散，曹果断带两个团抄近路阻截，抓了不少俘虏。曹奉命率师向乐安追击，袭占乐安城。第四次反围剿后，曹里怀被派往瑞金红军大学上级指挥科，系统学习了苏联《步兵战斗条令》等教材和军事指挥知识。1933年12月毕业，红军总政委周恩来让他接任少共国际师师长，时年24岁，辖三个团，六七干人，都是16至18岁的青少年。率部防守黄家隘和秋家隘两个地方，抗击敌主力陈诚和罗卓英部。1934年6月，被调到红五军团任参谋长。第五次反围剿失败，1934年10月中央红军开始长征。张国焘反对红军北上，裹挟红五军团南下，把红三十三军并入红五军团，把红五军团的主要领导人调走，曹里怀调任红四方面军总司令部一局(作战局)局长，由于与原红一方面军人员议论局势，张国焘要以曹里怀泄露机密杀掉他，朱德说曹里怀就讲了那么几句，这个小鬼我知道，井冈山时期就跟我们在一块。从而保住了曹里怀的命，被撤销一局局长职务，开除党籍，调红四方面军红军大学任军事教员，讲单兵战术动作，班、排、连战斗的军事要领。学员们向红四总部反映曹教学有方，爱兵敬业；没多久，曹被恢复党籍，任红四红军大学上级干部指挥科科长。1936年10月曹里怀率领全科一百多人走出草地，经同心城，抵庆阳县，并入中国人民抗日红军大学。曹里怀调入抗大，先后任第四队、第六队队长。
1937年9月八路军主力在华北参加抗战。曹里怀任为八路军总留守处参谋处副处长，不久任处长。1937年12月，总留守处改为八路军陕甘宁留守兵团，任留守兵团参谋长长达5年。1938年春到1939年底在河防前线打退日军进攻23次。1939年元月写下《河防战斗的检讨》，发表在《八路军军政杂志》第四期。1942年陕甘宁边区党代表大会上当选为中共七大代表。1943年进中央党校学习，参加延安整风。学习期间，中组部负责人彭真通知曹里怀和耿飚到枣园与毛泽东谈话，耿飚去晋察冀军区任副参谋长，曹里怀去冀鲁豫军区当参谋长。1944年5月，冀鲁豫和冀南两区合并成立新的冀鲁豫军区，实行党的一元化领导，宋任穷任军区司令员，王宏坤、杨勇任副司令员，曹里怀任参谋长，朱光任政治部主任。根据中共中央和北方局关于发动攻势作战，巩固与扩大抗日根据地的方针，1945年春夏，发动了南乐、东平、阳谷、海子和安阳以东等战斗，使冀鲁豫解放区连成一大片。
1945年8月抗战胜利后，奉命到太岳军区接替陈赓任司令员的曹里怀主动请求去东北。中央批准后，曹里怀带冀鲁豫第21团和少数干部编成的干部队，从濮阳出发，护送林彪、肖劲光，于10月下旬到达沈阳。东北局书记彭真分配曹里怀到长春任卫戍区司令员。曹带冀鲁豫干部队到长春后，曹住在东北人民自治军副总司令、苏军长春警备司令部副司令周保中家中。1945年10月，曹里怀以原长春公安总队为基础组建部队，1945年10月31日改称东北人民自治军吉长独立支队。1945年11月8日，刘居英接伪满官员曹肇元出任长春市长，从万毅部队抽调一个营的骨干，整编为"长春保安总队"，曹里怀任司令员，刘居英任政治委员。1945年12月14日，中共被迫退出长春市区，其中第三团叛变，带出的第1、2、4共三个团整编为东北人民自治军吉黑支队，曹里怀任司令员，刘居英任政治委员，在长春吉林市北部剿匪，1945年12月至1946年初，曹里怀率领组建的部队转战，经历榆树讨逆战役，解放了榆树、五常、伏龙泉、乾安等地。1946年新年在德惠改称东北人民自治军吉黑纵队，司令员曹里怀，政委郭峰，政治部主任刘路明，政治部副主任江学彬，供给部政治委员冯精华，担负开辟吉黑边任务。辖第1大队（政委于克）、第2大队（政委傅必福）、第3大队（政委钟鼎辛）、第4大队、骑兵大队、炮兵大队、以及直属警卫连、侦察连、通信排。曹里怀带来的冀鲁豫干部和长春地下党员派到各大队当骨干，有计划地对部队进行教育和整顿，清楚坏分子和国特。还辖独立团（团长王波）。1946年3月，国军进攻四平，4月11日吉辽军区司令部制定了解放长春作战计划，曹里怀为解放长春东北纵队司令员，谭甫仁为政委，辖吉黑纵队所属第一、二、三、四大队、骑兵大队、炮兵大队以及第二十三旅的六十七、六十八、六十九团。战后，1946年4月18日成立吉林分省军区，以吉黑纵队机关改编为分省军区机关，驻吉林市。分省军区司令员曹里怀，吉林分省委书记袁任远兼任政委。5月28日撤出吉林市，炸毁江南大桥，转移到舒兰一带。在松花江东岸秀水、法特、白旗屯、溪浪河一线组织防御，保障吉北根据地的安全。到舒兰后，1946年7月吉林军区改编为吉北军分区，隶属于吉林军区(吉辽军区改为吉林军区)。曹里怀任吉北军分区司令员，吉北地委书记伍晋南兼任政委。原吉林军区警卫一团改编为吉北军分区基干一团。另下辖榆树、舒兰、永北3个县保安团和骑兵大队，兵员3500余人。
曹里怀病愈后，中央军委决定调他到空军工作。1952年4月，任中南军区空军司令员。1955年被授予中国人民解放军中将军衔，并获一级八一勋章、一级独立自由勋章、一级解放勋章。1955年5月，全国各大军区重新划分，中南军区空军改为广州军区空军，任广州军区空军司令员。1956年6月任中国人民解放军空军副司令员兼广州军区空军司令员并兼空军军事训练部部长。1957年9月不再兼任广州军区空军司令员。空军党委1959年1月16日发出《关于编写条令条例和修改规章制度的指示》，成立空军党委条令编审委员会，分工由曹里怀主抓这项工作。1959年5月编写工作开始启动。11月，为了加强领导力量，空军党委决定由空军党委书记、司令员刘亚楼和副司令员曹里怀、常乾坤3人组成空军条令教材编审小组，由刘亚楼任组长。小组成员全年用一半以上时间专门主持编审工作。1960年5月又确定增加副司令员刘震、谭家述两人为编审小组成员。编写工作至1965年8月告一段落，共编写完成306本。
1962年1月，经国务院、中央军委批准，成立了航空军工产品定型委员会．由研究、生产、使用部门的16名成员组成，曹里怀担任主任委员。航定委通过由研制生产单位和使用部门组成的专业技术鉴定小组，负责具体实施鉴定工作。1969年兼任航空工业领导小组组长。1973年1月6日，国务院、中央军委决定重新成立航空产品定型委员会。并确定了新的成员，主任委员仍由曹里怀担任。

1971年“九一三”事件后，周恩来总理指定他为空军五人小组组长，临时主持空军工作至1973年5月。1982年11月响应号召退出空军领导班子，按大军区正职待遇退居二线后，曹里怀仍然关心着部队的工作和国家的改革建设，努力为党的事业贡献自己的余热。他几次深入基层．调查研究，向有关部门提出建议。1983年1月第二次回资兴老家。1986年5月，77岁高龄应邀到战斗过的湘西调查，写了一篇《应给贫困地区创造更多的优惠条件》的调查报告，刊登在中顾委《通讯》第185期上，向党中央反映了情况，提出了自己的建议。他还担任着空军青年工作顾问、中国军事百科全书编委、红一方面军军史编委。并尽力参加一些社会活动。
第三届全国人民代表大会代表，中国共产党第七次全国代表大会代表，第九、第十、第十一届中央委员。在中共第十二次、第十三次全国人民代表大会上被选为中央顾问委员会委员。

## 纪念物
曹里怀故居本是土坯瓦房，陈旧不堪。1990年，资兴市人民政府资助1万片红砖，由曹里怀的孙侄曹本和按原址原样改为红砖瓦房。2011年，曹里怀故居被列入第九批湖南省文物保护单位。

## 家人
- 母亲段信娘，自从曹里怀参加红军离开家乡后，家庭经济状况每况愈下，先是曹里怀的父亲去世，接着曹里怀的两个哥哥也先后离世。段信娘饥寒交迫孤苦零丁，后贫病交加至双目失明。1949年8月曹里怀回到故乡探母。
- 妹妹曹好球，嫁到了三都
- 妻子梁明